# Fotoreise
Eine Fotoreise ist eine mehrtägige Reise mit Standortwechseln, bei der die Fotografie im Mittelpunkt steht. Diese Spezialisierung auf die Reisefotografie bestimmt die Auswahl der Reiseziele und die Routenführung im jeweiligen Land. Mögliche Schwerpunkte einer Fotoreise liegen in der Tierfotografie, Landschaftsfotografie, Architekturfotografie und der Fotografie von Menschen. Fotoreisen können Individualreisen und Pauschalreisen sein. Pauschalreisen werden meist von einem erfahrenen Fotografen geführt. Dies hat den Vorteil einer fotografischen Beratung während der Reise.

## Pauschale Fotoreisen
Pauschale Fotoreisen sind vorgefertigte Touren, die meist den Flug, Inlandstransport, einen Reiseleiter, Übernachtung und Eintritte beinhalten. Die Dauer einer pauschalen Fotoreise beträgt bei den heutigen Anbietern zwischen 3 und 25 Tagen. Populäre Reiseziele für eine Fotoreise sind Island, Irland, Marokko, Myanmar und Namibia. Der Preis für eine pauschale Fotoreise liegt meist höher als bei vergleichbaren Urlaubsreisen mit demselben Reiseziel. Nach Reiseanalyse können Fotoreisen zum Hochpreissegment der Pauschalreisen gezählt werden.